# Нове Стойло
Нове Стойло (пол. Nowe Stojło) — село в Польщі, у гміні Суховоля Сокульського повіту Підляського воєводства.
Населення — 104 особи (2011).
У 1975-1998 роках село належало до Білостоцького воєводства.

## Демографія
Демографічна структура станом на 31 березня 2011 року:
|          | Загалом | Допрацездатний вік | Працездатний вік | Постпрацездатний вік |
| -------- | ------- | ------------------ | ---------------- | -------------------- |
| Чоловіки | 52      | 16                 | 29               | 7                    |
| Жінки    | 52      | 19                 | 24               | 9                    |
| Разом    | 104     | 35                 | 53               | 16                   |